# Santana do Manhuaçu (ort)
Santana do Manhuaçu är en ort i Brasilien.   Den ligger i kommunen Santana do Manhuaçu och delstaten Minas Gerais, i den sydöstra delen av landet, 800 km sydost om huvudstaden Brasília. Santana do Manhuaçu ligger 511 meter över havet och antalet invånare är 8 603.
Terrängen runt Santana do Manhuaçu är huvudsakligen lite kuperad. Santana do Manhuaçu ligger nere i en dal. Närmaste större samhälle är Simonésia, 8,1 km väster om Santana do Manhuaçu.
Omgivningarna runt Santana do Manhuaçu är huvudsakligen savann. Runt Santana do Manhuaçu är det ganska glesbefolkat, med 27 invånare per kvadratkilometer.